# Ubi urbaniano
Ubi urbaniano ist eine Enzyklika von Papst Pius IX., mit der er sich am 30. Juli 1864 an die  Bischöfe Polens und Russlands wandte. Er widmete sich dem Schicksal und der Verfolgung der  Katholiken in Polen. 
In seinem Schreiben bedauerte der Papst die  revolutionären Unruhen seit 1863 in Polen und protestiert gegen die  Inhaftierung einiger katholischer Bischöfe sowie deren Vertreibung. Er beschuldigt die russischen Herrscher ihre Verfolgung auf den gesamten polnischen Klerus und katholische Laien ausgeweitet zu haben. 
Namentlich führte Pius IX. den Erzbischof Zygmunt Szczęsny Feliński an, der im Jahre 1863 für 20 Jahre nach Jaroslawl verschleppt wurde. In seiner Enzyklika wandte sich der Papst an das russische Episkopat und schilderte denen das Übel, welches den katholischen Priestern in Polen, durch die russische Regierung, zugefügt würde. Er ermutigt den von ihm eingesetzten Generalvikar und den Koadjutor und bringt die Hoffnung zum Ausdruck, dass die katholische Kirche in Polen diese Krise überstehen möge. 